# Distanza comovente
In cosmologia la distanza comovente è un modo conveniente per definire le distanze tra oggetti in maniera indipendente dal tempo: è la separazione che gli oggetti avrebbero oggi se entrambi gli oggetti non si muovessero. La distanza comovente è definita come la distanza propria divisa per un fattore di scala dipendente dal tempo che rappresenta l'espansione dell'universo.

## Introduzione
È più semplice pensare alla forma dell'universo nel contesto del modello standard del Big Bang usando le coordinate comoventi.

### Coordinate comoventi
La relatività ristretta afferma che tutti i sistemi di riferimento inerziali sono equivalenti (cioè, non esiste un sistema di coordinate spazio-temporali privilegiato) ed è una teoria locale; anche la relatività generale è una teoria locale, ma usata per vincolare le proprietà locali di una varietà di Riemann. Nel contesto della relatività generale, il presupposto del postulato di Weyl è che può essere deciso un sistema di riferimento privilegiato nello spazio-tempo. La nozione più comune di queste coordinate è quella delle coordinate comoventi, dove il sistema di riferimento spaziale è vincolato alla posizione media delle galassie (o ad un altro oggetto con massa molto grande che si muove lentamente). Con questo sistema di coordinate sia il tempo che l'espansione dell'universo possono essere trascurati per concentrarsi unicamente sulla forma dello spazio.
Lo spazio in coordinate comoventi è (in media) statico. Questo è perfettamente coerente col fatto che l'universo si sta espandendo. La scelta di coordinate è solo una questione di nomenclatura, ed è importante una scelta oculata per far sì che si possano utilizzare comodamente sia per i calcoli formali che per ragionamenti nell'approssimazione di un universo statico. Per considerare allora un universo in espansione abbiamo bisogno solo di un fattore di scala. In questo caso si presenta anche il tempo cosmologico, che per un osservatore in un punto fisso dello spazio è, in coordinate comoventi, identico alla sua misurazione del tempo locale.

### Distanza comovente
La distanza comovente {\displaystyle \chi } è la distanza tra due punti nello spazio in coordinate comoventi, ad un singolo tempo cosmologico:
{\displaystyle \chi =\int _{t}^{t_{0}}{\frac {cdt'}{a(t')}}}
dove {\displaystyle a(t')} è il fattore di scala e c è la velocità della luce nel vuoto.

#### Scopo e utilità
La distanza comovente e il tempo cosmologico esistono come parte del modello standard del Big Bang. Tuttavia, mentre il tempo cosmologico è identico al tempo misurato localmente in una fissa posizione comovente spaziale, la distanza comovente non è, in generale, identica ad una distanza, come sperimentato fisicamente con una particella che si muove più lentamente della velocità della luce.
Se si divide la distanza comovente per il tempo cosmologico presente (l'età dell'universo) e la si definisce come velocità, allora le risultanti velocità delle galassie in prossimità dell'orizzonte di particella e oltre possono essere maggiori della velocità della luce. Questo è il paradosso della frase ambigua  lo spazio si espande più velocemente della velocità della luce. Si può riformulare questa frase in maniera meno ambigua nel seguente modo:
Per una galassia (o oggetto celeste) vicino o oltre l'orizzonte, la velocità, definita come distanza comovente dall'osservatore diviso il tempo cosmologico presente, può essere maggiore di quella della luce.